# Toimi Pitkänen
Toimi Johannes Pitkänen (ur. 23 maja 1928 w Kuhmalahti, zm. 17 września 2016) – fiński wioślarz, dwukrotny medalista olimpijski.
Wystąpił na igrzyskach olimpijskich w Helsinkach w 1952, gdzie w dwójkach ze sternikiem zajął piąte miejsce. Następnie startował na igrzyskach olimpijskich w Melbourne w 1956, gdzie Finowie w składzie: Kauko Hänninen, Reino Poutanen, Veli Lehtelä, Toimi Pitkänen i Matti Niemi (sternik) zdobyli brązowy medal w czwórkach ze sternikiem. W wyścigu finałowym o 11,5 sekundy wyprzedzili ich Włosi, a o 8,5 sekundy lepsi byli Szwedzi. Wystąpił tam także w czwórkach bez sternika, jednak odpadł w repasażach pierwszej rundy. Na rozgrywanych cztery lata późnej igrzyskach olimpijskich w Rzymie w parze z Velim Lehtelą zajął trzecie miejsce w dwójkach bez sternika. W finale wyprzedzili ich tylko reprezentanci ZSRR i Austrii. Brał też udział w igrzyskach olimpijskich w Tokio w 1964, gdzie w tej samej konkurencji Pitkänen i Lehtelä zajęli szóste miejsce.
W czwórkach ze sternikiem zdobył złoty medal na mistrzostwach Europy w Bledzie (1956). Złoto zdobył też srebro w dwójkach ze sternikiem na mistrzostwach Europy w Gandawie (1955). Ponadto zdobył dwa medale w dwójkach bez sternika: złoty na mistrzostwach Europy w Poznaniu (1958) i srebrny na mistrzostwach Europy w Pradze (1961).
W dorobku miał również 29 tytułów mistrza Finlandii. Poza wioślarstwem uprawiał także biegi narciarskie, zdobywając między innymi srebrny medal mistrzostw Finlandii w biegu na 50 km w 1956.